# ヒュー・クインシー・アレクサンダー

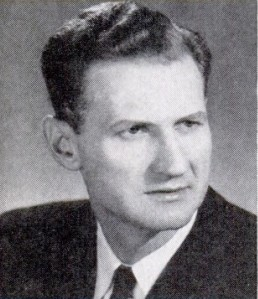
ヒュー・クインシー・アレクサンダー

ヒュー・クインシー・アレクサンダー（英:Hugh Quincy Alexander、1911年8月7日 - 1989年9月17日）は、1953年から1963年までノースカロライナ州選出の民主党連邦下院議員を務めた政治家である。
1911年、ノースカロライナ州ムーア郡のグレンドン近くの農場に生まれ、地元の公立学校に通った後、1932年にデューク大学を卒業した。その後、ノースカロライナ大学チャペルヒル校で法律を学び、1937年に弁護士資格を取得した。ノースカロライナ州カナポリスで数年間弁護士を務めた後、1942年から1946年まで第二次世界大戦中にアメリカ海軍に従軍し、34ヵ月間海外で勤務した。
1947年と1949年には、ノースカロライナ州の下院議員に当選した。1950年から1952年まで、キャバラス郡の記録係の事務弁護士を務め、1951年にはアメリカ在郷軍人会の州司令官を務めた。
1952年、アレクサンダーは元歳入委員会委員長のロバート・ドートンの後任として連邦議会下院議員に選出された。4回再選されたが、ややリベラルな投票傾向と地区内の共和党の影響力の増大により、地区内で安定した足場を築くことはできなかった。
ブラウン対教育委員会裁判で最高裁が命じた公立学校の人種差別に反対する1956年のサザン・マニフェストに署名した人物である。
ノースカロライナ州は1960年の国勢調査の後、下院選挙区を失い、州議会は当時ノースカロライナ州選出下院議員で唯一の共和党員だったシャーロット地域の議員チャールズ・R・ジョナスを追い出すチャンスと考えた。しかし、その過程で、共和党寄りの地域をいくつかアレクサンダーの選挙区に加えることになった。1962年の選挙では、ジョナスが新しい選挙区で簡単に勝利し、アレクサンダーは共和党員の家具会社幹部のジム・ブロイヒルに1ポイント足らずの差で敗れ、この計画は裏目に出た。2022年現在、アレクサンダーの敗北以来、民主党員はノースカロライナ州の第9地区を代表していない。
議員を辞めた後、1963年から1976年まで上院規則管理委員会の主任弁護士を務めた。アレクサンダーは1989年にカナポリスで死去した。